# Boss HM-2
Boss HM-2 — це педаль дисторшну для гітари, яка виробляється корпорацією Roland під торговою маркою Boss з 1983 року.
Педаль відтворює звук британських стекових підсилювачів початку 80-х, популярних у швидко зростаючому жанрі важкого металу. Ближче до кінця виробництва провідні шведські дез-метал гурти почали часто використовувати HM-2, що зробило цю педаль популярною. Вона видає доволі унікальний тон дисторшену, який також називають "chainsaw" бензопила.
Також ця педаль доволі популярна в жанрі шугейз.
Але HM-2 підходить не лише для дез-металу, деякі гурти в жанрі шугейз та стоунер-рок також використовують цю педаль з різними ревербераціями та ехо щоб отримати «Wall of sound» тон.
Також її використовував Девід Гілмор, у своєму другому сольному альбомі «About Face», який вийшов у 1984 році. Та на «A Momentary Lapse of Reason», 13-му альбомі Pink Floyd, випущеному в 1987 році.

## Історія
З 1983 по 1991 випускалась початку в Японії, а пізніше в Тайвані.
Після закінчення випуску педаль набрала величезну популярність, це призвело до того що багато виробників ефектів почали копіювати та модифікувати схему HM-2.
З 2021-го року на вимогу фанатів Boss перевипустили педаль під лінійкою WazaCraft.

## Конструкція
Ця педаль представляє з себе аналоговий тип ефекту. Плата створена по технології наскрізного монтажу.
У педалі реалізовано буфер, який підсилює гітарний сигнал.

## Відомі гітаристи
Відомі користувачі:
- Міка Альто
- Майкл Емотт
- Dismember
- Entombed
- Девід Гілмор